# Гильом III (граф Шалона)
Гильом III де Тьер или Гильом III де Шалон (фр. Guillaume de Thiers или фр. Guillaume de Chalon, ок. 1150 — 3 января 1203, Клюни) — граф де Шалон с 1174 из дома де Тьер, сын Гильома II де Тьер, графа де Шалон.

## Биография
Вместе с отцом принимал участие в разбойных набегах банды брабансонов на аббатство Клюни. В результате король Людовик VII конфисковал графство Шалон, а Гильом II умер в изгнании в 1174 году.
После смерти отца Гильом III решил попросить прощения у короля. Он отправился в Везелей, где король даровал ему обратно графство Шалон. Но часть графства, права на которую в своё время продали наследники Саварика де Вержи, осталась в руках епископов Шалона, также какие-то земли отошли герцогу Бургундии.  
В 1179 году Гильом III возобновил борьбу с аббатством Клюни. По призыву настоятеля монастыря в эту борьбу вмешался король Филипп II Август, который вынудил графа заключить соглашение с аббатством в замке Лурдон.
В 1186 году Гильом выдал свою наследницу Беатрис за графа Осона Этьена III. А в 1189 году вместе с герцогом Бургундии Гуго III он отправился в Третий крестовый поход. 
Согласно некоторым источникам, овдовевший Гильом III де Тьер в 1192 году после возвращения из Святой земли удалился в монастырь Клюни, с которым раньше враждовал, и передал управление своими владениями дочери. Умер он в 1203 году.

## Брак и дети
Жена: имя и происхождение не известны. Дочь:
- Беатрис (1174—7 апреля 1227), графиня де Шалон с 1203; муж: с 1186 Этьен III Бургундский (1165 — 16 марта 1241), граф д’Осон с 1173